# Zator gazowy
Zator gazowy, zator powietrzny (embolia) – zatrzymanie krążenia krwi, spowodowane obecnością pęcherzyków mieszaniny oddechowej lub powietrza w naczyniach krwionośnych. Powstające pęcherzyki czopują małe naczynia krwionośne.
Niewielkie ilości powietrza czasami dostają się do krwiobiegu podczas zabiegów chirurgicznych lub medycznych. Zator gazowy na poziomie pojedynczych naczyń krwionośnych zazwyczaj przebiega bezobjawowo. W rozległej postaci prowadzi do nagłej śmierci.

## Zator gazowy w nurkowaniu
Zator gazowy jest jednym z zagrożeń czekających na nurka w wyniku urazu ciśnieniowego płuc (UCP), przerwania otworu owalnego w sercu, choroby dekompresyjnej.
W wyniku zatoru gazowego, pęcherzyki gazu mogą zablokować dopływ krwi i tlenu do mózgu i innych ważnych organów. Zator gazowy może powodować również powstawanie skrzepów krwi w naczyniach krwionośnych.
Zator gazowy i choroba dekompresyjna (DCS) mogą mieć bardzo podobne objawy. Postępowanie ratownicze jest jednak takie samo, ponieważ oba wywoływane są przez obecność pęcherzyków gazu w krwiobiegu. Z tego powodu w nurkowaniu określane są również jako choroba dekompresyjna lub zespół zaburzeń dekompresyjnych (DCI).

## Leczenie
Jedynym wydajnym sposobem leczenia zatoru gazowego jest leczenie hiperbaryczne w komorze hiperbarycznej.
W pierwszej pomocy w wypadkach nurkowych pomocne jest zapewnienie pierwszej pomocy tlenowej.